# Павел (Зернов)
Архиепископ Павел (в миру Пётр Сергеевич Зернов; 1742, Москва — 14 (26) января 1815) — епископ Русской православной церкви, архиепископ Казанский и Симбирский.

## Биография
Родился в 1742 году в Москве в семье причетника Ильинской слободы при Троице-Сергиевой лавре.
С 1750 по 1763 года воспитывался Троицкой лаврской семинарии при Троице-Сергиевой Лавре, где был любимым учеником тогдашнего ректора Платона.
С апреля 1763 года — учитель пения при доме лаврского наместника архимандрита Лаврентия; с июля того же года — переводчик и с сентября — библиотекарь Троицкой семинарии.
С ноября 1765 года — учитель пиитики и риторики Троицкой семинарии.
20 февраля 1767 года пострижен в монашество, в том же году рукоположён во иеромонаха.
С сентября 1769 года — преподаватель богословия.
5 октября 1770 года назначен ректором Троицкой семинарии и наместником Троице-Сергиевой Лавры и Саввино-Сторожевского монастыря.
9 апреля 1775 года возведён в сан архимандрита, назначен ректором Ярославской семинарии и настоятелем Спасского монастыря в Ярославле. В том же году переведён в Саввин Сторожевский монастырь.
С сентября 1776 года — управляющий Московским Донским монастырём.
15 апреля 1778 года хиротонисан во епископа Костромского и Галицкого.
С 15 января 1800 года — епископ Тверской и Кашинский.
15 сентября 1801 года возведён в сан архиепископа.
С 18 декабря 1803 года — архиепископ Казанский и Симбирский.
Архиепископ Павел не печатал своих трудов; даже его рукописные переводы с греческого и французского языков, богословские лекции и проповеди не сохранились в архиве Троицкой семинарии: там уцелели (к концу XIX века) только его «рапорты» о преподавании и небольшая часть переписки с митрополитом Платоном. Тем не менее, он остался памятен, особенно в Казани, за свою приветливость, доброту и благотворительные дела.
Скончался 14 (26) января 1815 года. Погребён в кафедральном соборе.